# Peguera
Peguera (neoficial în castiliană: Paguera) este o localitate turistică din sud-vestul insulei Baleare Mallorca. Aparține de Municipio Calvià.

## Istoric
Unul dintre reperele istorice ale localității a constat în debarcarea regelui Pedro al IV-lea de Aragón în 1343, când a plecat să recucerească insula sub domnia lui Jaime al III-lea. Pirații Barbarossa și frații Horuch și Kaid ben Eddin Dragut și-au făcut raidurile în zona cunoscută sub numele de Cala Fornells, când au debarcat pentru a lua prizonieri, pentru a fi revânduți ulterior în piețele din Alger.
Una dintre primele construcții pe care golful le-a avut în 1926 a fost finca Ca Na Tacha, renovată de Natacha Rambova care a restauat și decorat și moșia cunoscută sub numele de Punta de S'estaca, care a fost folosit ca platou de filmare pentru mai multe filme, printre care și Crimă sub soare, cu Peter Ustinov, după romanul scriitoarei Agatha Christie. Un vizitator asiduu al fincăi a fost tatăl regelui Juan Carlos de Borbón, care obișnuia să-și acosteze iahtul în golful din apropiere.

## Geografie
Orășelul Peguera este așezat pe malul unui golf aflat la 25 km vest de capitala insulei, legat de aceasta prin autostrada Ma-1. Din localitate până la Aeroport de Son Sant Joan sunt 36 km.
Deși țărmul este stâncos, golful are trei plaje de nisip fin. Cele trei plaje, despărțite de intrânduri stâncoase în mare, sunt denumite Platja de la Romana în partea de est, urmată de Platja de Tora iar la vest fiind plaja cea mai lungă, denumită Platja Palmira, toate fiind orientate spre sud. 
În continuare spre sud-vest, malul este format de o coastă stâncoasă înpânzită de vile cu vedere spre golf. De la capătul orășelului, pe creasta împădurită se găsesc nenumărate poteci, unde se pot face drumeții. Astfel la capătul străzii Carretera de Cala Fornells, numită după golful de-a lungul căruia șerpuiește, după o drumeție de 15 minute pe drumul care străbate pădurea de pini de Alep, se ajunge la golful pitoresc numit Caló d'en Monjo. Este golful care a servit în 1982 ca loc de filmare a exterioarelor filmului Crimă sub soare în regia lui Guy Hamilton, pentru micul golf și hotelul lui Daphne. Deși nu există nici o clădire pe platoul de lângă golf, prin filmări combinate s-a creat această impresie.

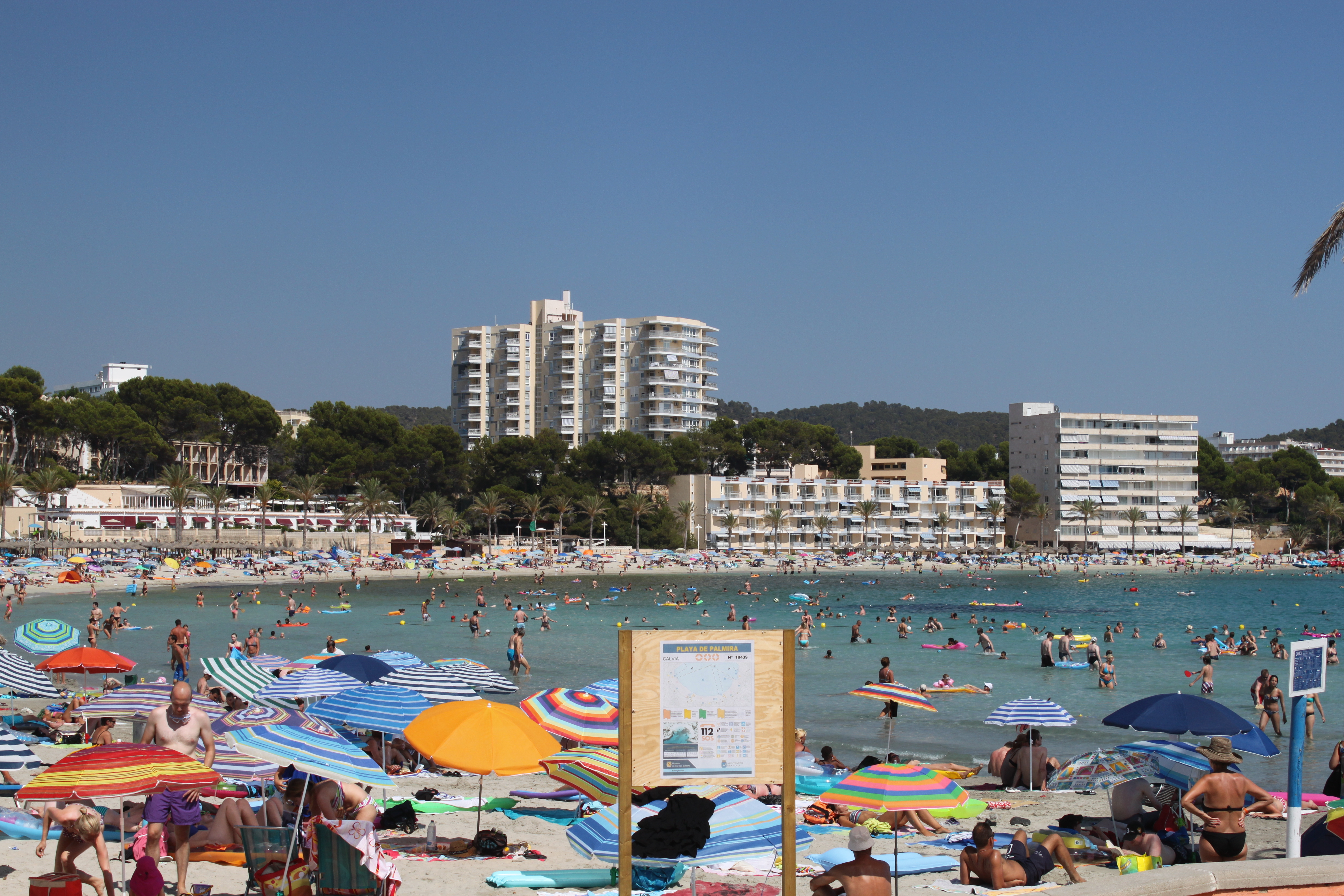
Peguera Mallorca 2013
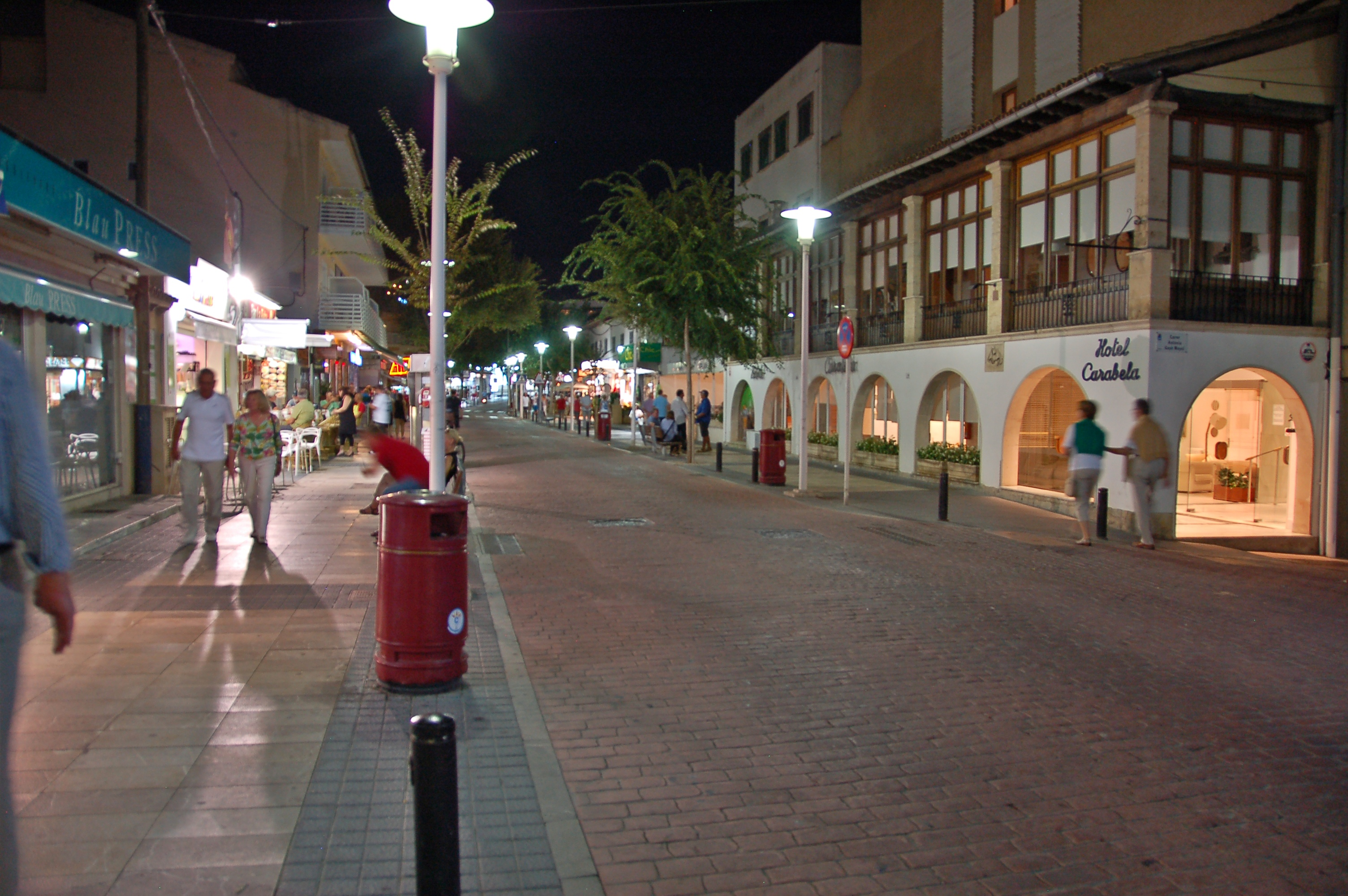
Seara pe Bulevar de Peguera
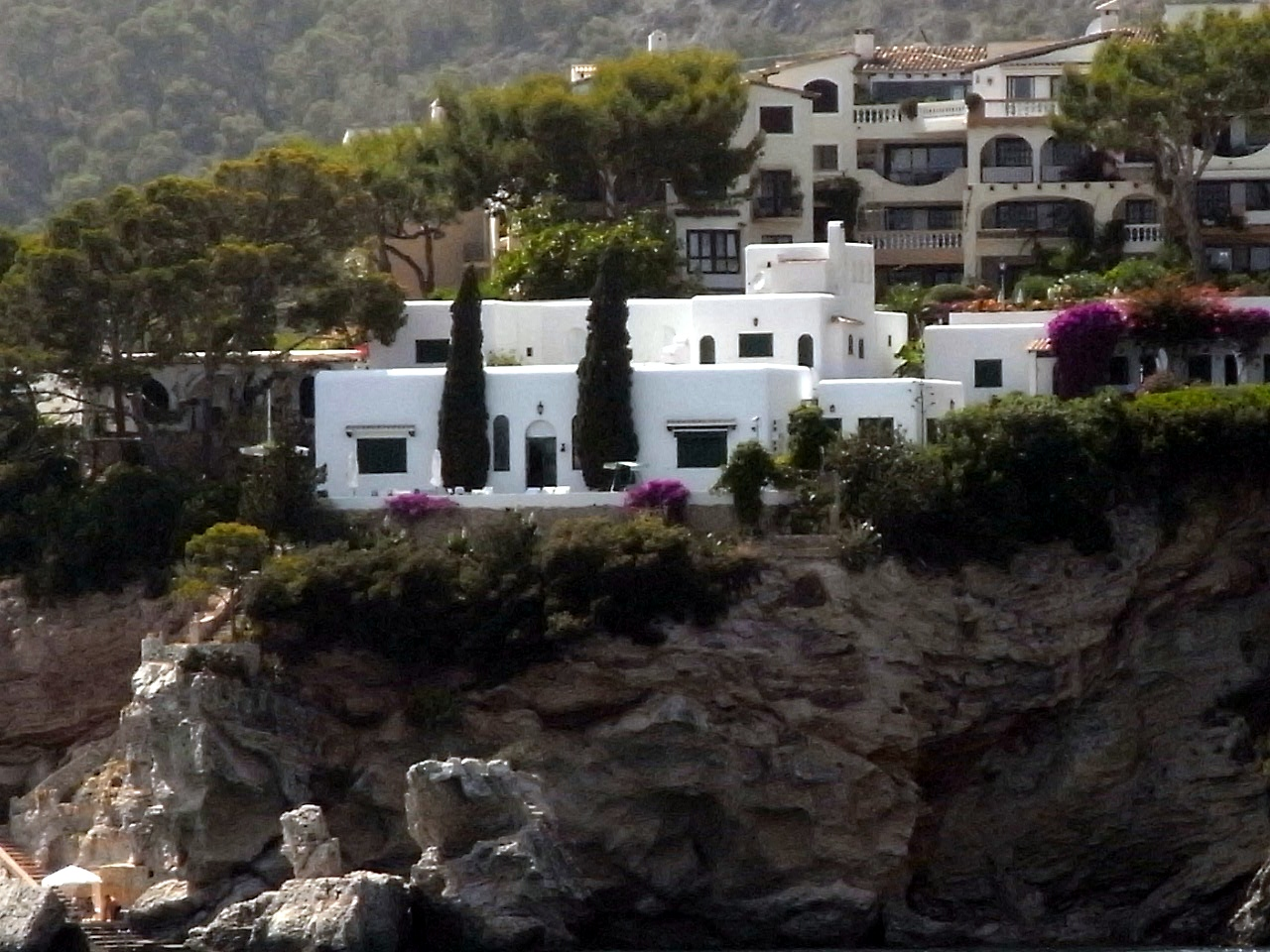
Finca Ca Na Tacha
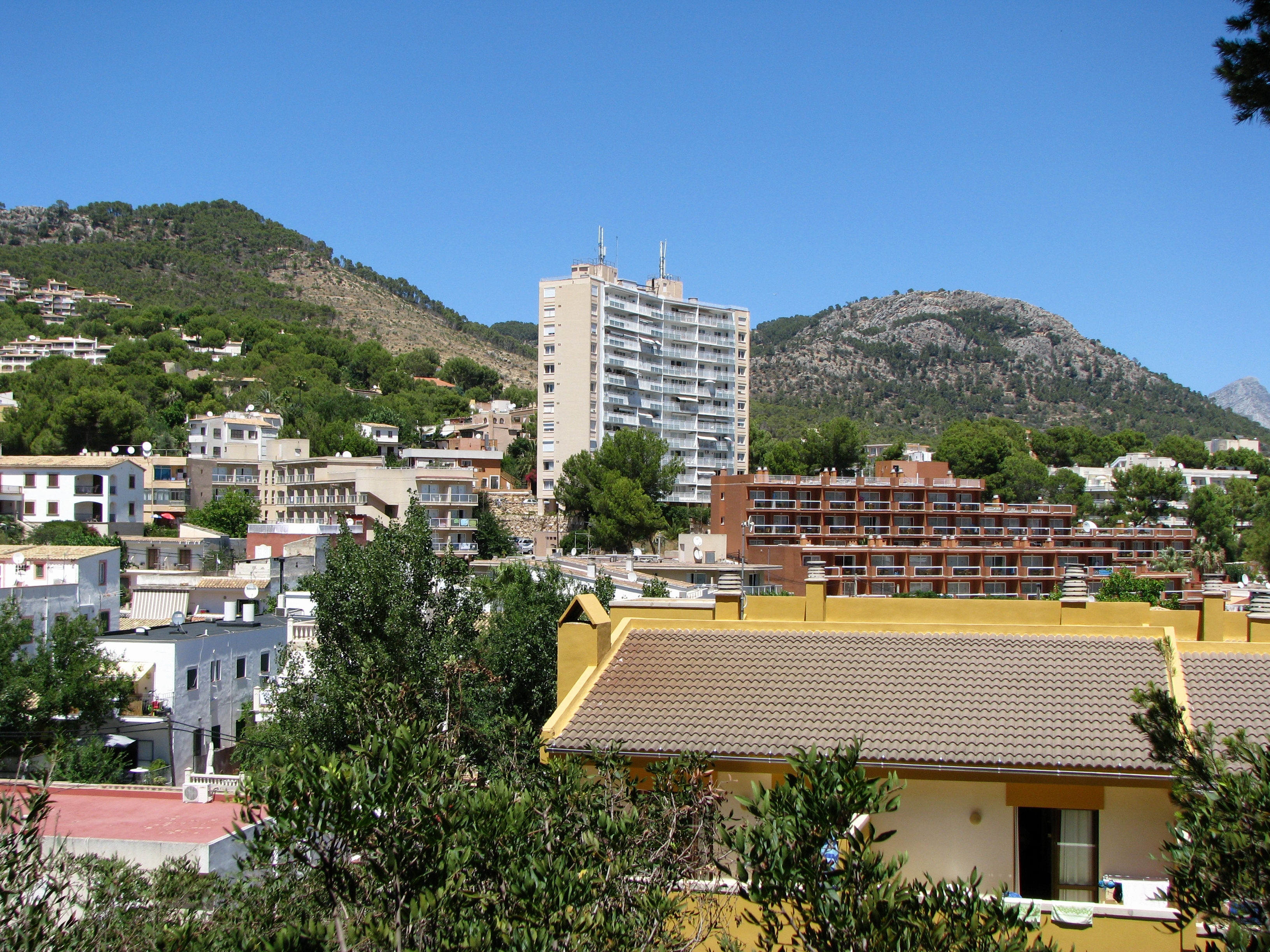
Peguera și capătul sudic al lanțului Tramuntana
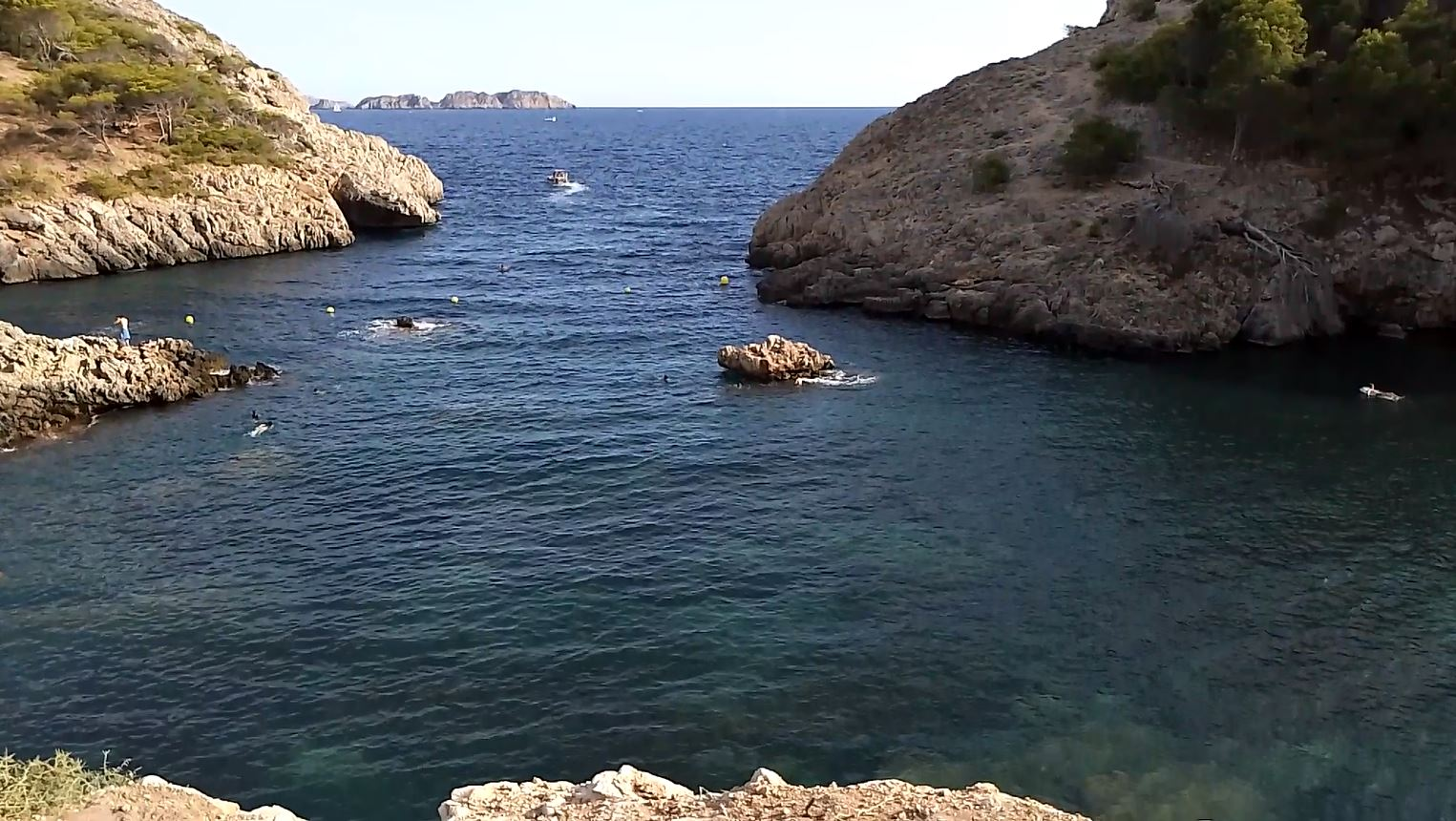
Golful Caló d'en Monjo cu insula Malgrats la orizont